# Luz Pacheco
Luz Imelda Pacheco Zerga (Lima, 1 de agosto de 1952) es una abogada y jurista peruana especialista en derecho laboral, en derechos fundamentales y en temas de respeto a la dignidad humana. Es la actual presidenta del Tribunal Constitucional del Perú desde el 5 de septiembre del 2024. Asimismo, es magistrada para el periodo mayo del 2022 a mayo del 2026.

## Biografía
Nació en la ciudad de Lima, el 1 de agosto de 1952.
Cursó sus estudios primarios en el Colegio Santa Rosa Maryknoll y realizó sus estudios secundarios en el Instituto Pío XII. En 1971 ingresó a la Pontificia Universidad Católica del Perú, graduándose como bachiller y titulándose como abogada en el año 1977. En el 2006, con la tesis “La dignidad humana en el Derecho del Trabajo”, la Universidad de Navarra le otorgó el título de doctora en Derecho. Asimismo, es conciliadora extrajudicial y profesora ordinaria principal de Derecho laboral en la Universidad de Piura.

## Trayectoria académica y laboral
Entre el 1975 y 2015, Pacheco Zerga ejerció diversos roles en el ámbito académico, desempeñándose como docente, investigadora y como directora de estudios y programas en distintos períodos, tanto en la Universidad de Piura, en la Universidad Santo Toribio de Mogrovejo y en otras entidades educativas. Asimismo, fue profesora visitante en la Universidad Rey Juan Carlos (departamento de Derecho del Trabajo), en la Universidad de Navarra (facultad de derecho), y en la Universidad del Mar (Murcia, España).
En forma paralela a su actividad académica, Pacheco laboró en diversas empresas y organizaciones. Sus inicios profesionales fueron en el ámbito privado, desempeñándose en áreas de asesoría legal, relaciones industriales y de recursos humanos.
A partir de la primera década de los años 2000 incursionó en asuntos públicos. Es así que entre 2002 y mediados de 2003 fue vicepresidenta de la Comisión de Procedimientos Concursales de Oficina Descentralizada del Instituto de Defensa del Consumidor y Propiedad Intelectual en Piura y, posteriormente, miembro de la Comisión de Defensa del Consumidor y Procedimientos Concursales de la misma entidad en Lambayeque. Luego fue nombrada vicepresidenta de la Comisión de Defensa del Consumidor y Procedimientos Concursales, también en Lambayeque.
De marzo de 2021 hasta el 10 de mayo de 2022 fue vocal de la Primera Sala del Tribunal Nacional de la Superintendencia Nacional de Fiscalización Laboral.  Y desde mayo de 2022 a la fecha es Magistrada del Tribunal Constitucional del Perú.

## Trayectoria política
El 10 de mayo del 2022, Luz Pacheco fue elegida por el pleno del Congreso de la República como magistrada del Tribunal Constitucional en reemplazo de Manuel Miranda Canales. Posteriormente en septiembre del mismo año, Pacheco fue elegida como vicepresidenta del Tribunal Constitucional y juramentada por Francisco Morales Saravia.
En diciembre del 2023, Pacheco votó junto a los magistrados Francisco Morales Saravia y Gustavo Gutiérrez Ticse a favor del cuestionado proceso de excarcelación al expresidente Alberto Fujimori, quien permanecía procesado por delitos de corrupción y violación de derechos humanos durante su gobierno. Pacheco intentó justificar su voto y durante una entrevista radial, defendió al expresidente manifestando que no es una obligación que pida perdón y lanzó críticas contra los deudos de las víctimas de los casos de masacre militar ocurridos en Barrios Altos y la Universidad Enrique Guzmán y Valle “La Cantuta”.

## Publicaciones
Como investigadora,  Pacheco Zerga registra 49 publicaciones en revistas científicas especializadas y 26 contribuciones en libros. Su producción en este ámbito está enfocada en temas de derecho laboral.
Entre sus publicaciones de divulgación científica se encuentran artículos como:
- Impacto del Tribunal de Fiscalización Laboral en las relaciones de Trabajo, en Soluciones Laborales, N.º 159 Lima (2021), 9-14.[12]
- El control de los medios informáticos en el centro de trabajo: criterios de Tribunal Constitucional  en Gaceta Constitucional, N.º 112, Lima (2017) 43-57.[13]

- Políticas públicas de inclusión social en el Perú respecto a la mujer trabajadora y a la migración de venezolanos. Actas del II Congreso Internacional sobre la Exclusión Social: avances y retos, editado por Raquel Yolanda Quintanilla Navarro (Directora), 35-36. Madrid: Universidad Rey Juan Carlos, Madrid (2019).[14]

## Distinciones
- Reconocimiento con la Orden del Trabajo en el grado de Gran Oficial del Ministerio de Trabajo y Promoción del Empleo, marzo 2023
- Registro de investigadora otorgado por el CONCYTEC en el grado Carlos Monge, nivel III, extendido el 31 de diciembre de 2020.[11]